# 63. Tony-gála
A 63. Tony-gála a 2008/2009-es szezon legjobb Broadway színházi alakításait értékelte. A díjátadót 2009. június 7-én tartották a New York-i Radio City Music Hallban, a műsor házigazdája Neil Patrick Harris volt. A ceremóniát a CBS televízióadó közvetítette élőben, a jelöltek listáját Cynthia Nixon és Lin-Manuel Miranda jelentette be 2009. május 5-én.

## Győztesek és jelöltek
A nyertesek félkövérrel jelölve.
| Legjobb színdarab | Legjobb musical |
| --- | --- |
| - Az öldöklés istene – Yasmina Reza - Dividing the Estate – Horton Foote - Reasons to Be Pretty – Neil LaBute - 33 Variations – Moisés Kaufman | - Billy Elliot - Next to Normal - Rock of Ages - Shrek, a musical |
| Legjobb színdarab újra a színpadon | Legjobb musical újra a színpadon |
| - The Norman Conquests - Joe Turner's Come and Gone - Mária, a skótok királynője - Godot-ra várva | - Hair - Guys and Dolls - Pal Joey - West Side Story |
| Legjobb férfi főszereplő színdarabban | Legjobb női főszereplő színdarabban |
| - Geoffrey Rush – A király halódik (Berenger király) - Jeff Daniels – Az öldöklés istene (Alan) - Raúl Esparza – Speed-the-Plow (Charlie Fox) - James Gandolfini – Az öldöklés istene (Michael) - Thomas Sadoski – Reasons to Be Pretty (Greg)                   | - Marcia Gay Harden – Az öldöklés istene (Veronica) - Hope Davis – Az öldöklés istene (Annette) - Jane Fonda – 33 Variations (Katherine Brandt) - Janet McTeer – Mária, a skótok királynője (I. Mária skót királynő) - Harriet Walter – Mária, a skótok királynője (I. Erzsébet angol királynő) |
| Legjobb férfi főszereplő musicalben | Legjobb női főszereplő musicalben |
| - David Alvarez, Trent Kowalik, Kiril Kulish – Billy Elliot (Billy Elliot) - Gavin Creel – Hair (Claude Hooper Bukowski) - Brian d'Arcy James – Shrek, a musical (Shrek) - Constantine Maroulis – Rock of Ages (Drew) - J. Robert Spencer – Next to Normal (Dan) | - Alice Ripley – Next to Normal (Diana Goodman) - Stockard Channing – Pal Joey (Vera Simpson) - Sutton Foster – Shrek, a musical (Fióna hercegnő) - Allison Janney – 9-től 5-ig (Violet Newstead) - Josefina Scaglione – West Side Story (Maria)                                                |
| Legjobb férfi mellékszereplő színdarabban | Legjobb női mellékszereplő színdarabban |
| - Roger Robinson – Joe Turner's Come and Gone (Bynum Walker) - John Glover – Godot-ra várva (Lucky) - Zach Grenier – 33 Variations (Beethoven) - Stephen Mangan – The Norman Conquests (Norman) - Paul Ritter – The Norman Conquests (Reg)                       | - Angela Lansbury – Vidám kísértet (Madame Arcati) - Hallie Foote – Dividing the Estate (Mary Jo) - Jessica Hynes – The Norman Conquests (Annie) - Marin Ireland – Reasons to Be Pretty (Steph) - Amanda Root – The Norman Conquests (Sarah)                                                    |
| Legjobb férfi mellékszereplő musicalben | Legjobb női mellékszereplő musicalben |
| - Gregory Jbara – Billy Elliot (Az apa) - David Bologna – Billy Elliot (Michael Caffrey) - Marc Kudisch – 9-től 5-ig (Franklin Hart Jr.) - Christopher Sieber – Shrek, a musical (Lord Farquaad) - Will Swenson – Hair (George Berger)                           | - Karen Olivo – West Side Story (Anita) - Jennifer Damiano – Next to Normal (Natalie Goodman) - Haydn Gwynne – Billy Elliot (Ms. Wilkinson) - Martha Plimpton – Pal Joey (Gladys Bumps) - Carole Shelley – Billy Elliot (A nagymama)                                                            |
| Legjobb szövegkönyv musicalben | Legjobb eredeti zene |
| - Lee Hall – Billy Elliot - Brian Yorkey – Next to Normal - David Lindsay-Abaire – Shrek, a musical - Hunter Bell – [title of show] | - Next to Normal – Tom Kitt (zene), Brian Yorkey (dalszöveg) - Billy Elliot – Elton John (zene), Lee Hall (dalszöveg) - 9-től 5-ig – Dolly Parton (zene és dalszöveg) - Shrek, a musical – Jeanine Tesori (zene), David Lindsay-Abaire (dalszöveg)                                              |
| Legjobb díszlettervezés színdarabban | Legjobb díszlettervezés musicalben |
| - Derek McLane – 33 Variations - Dale Ferguson – A király halódik - Rob Howell – The Norman Conquests - Michael Yeargan – Joe Turner's Come and Gone | - Ian MacNeil – Billy Elliot - Robert Brill – Guys and Dolls - Scott Pask – Pal Joey - Mark Wendland – Next to Normal |
| Legjobb jelmeztervezés színdarabban | Legjobb jelmeztervezés musicalben |
| - Anthony Ward – Mária, a skótok királynője - Dale Ferguson – A király halódik - Jane Greenwood – Godot-ra várva - Martin Pakledinaz – Vidám kísértet | - Tim Hatley – Shrek, a musical - Gregory Gale – Rock of Ages - Nicky Gillibrand – Billy Elliot - Michael McDonald – Hair |
| Legjobb látványtervezés színdarabban | Legjobb látványtervezés musicalben |
| - Brian MacDevitt – Joe Turner's Come and Gone - David Hersey – Equus - David Lander – 33 Variations - Hugh Vanstone – Mária, a skótok királynője | - Rick Fisher – Billy Elliot - Kevin Adams – Hair - Kevin Adams – Next to Normal - Howell Binkley – West Side Story |
| Legjobb hangkeverés színdarabban | Legjobb hangkeverés musicalben |
| - Gregory Clarke – Equus - Paul Arditti – Mária, a skótok királynője - Russell Goldsmith – A király halódik - Scott Lehrer, Leon Rothenberg – Joe Turner's Come and Gone                                                                                         | - Paul Arditti – Billy Elliot - Acme Sound Partners – Hair - Peter Hylenski – Rock of Ages - Brian Ronan – Next to Normal |
| Legjobb színdarabrendező | Legjobb musicalrendező |
| - Matthew Warchus – Az öldöklés istene - Phyllida Lloyd – Mária, a skótok királynője - Bartlett Sher – Joe Turner's Come and Gone - Matthew Warchus – The Norman Conquests                                                                                       | - Stephen Daldry – Billy Elliot - Michael Greif – Next to Normal - Kristin Hanggi – Rock of Ages - Diane Paulus – Hair |
| Legjobb koreográfia | Legjobb zenekar |
| - Peter Darling – Billy Elliot - Karole Armitage – Hair - Andy Blankenbuehler – 9-től 5-ig - Randy Skinner – Irving Berlin's White Christmas | - Martin Koch – Billy Elliot (döntetlen) - Michael Starobin, Tom Kitt – Next to Normal (döntetlen) - Larry Blank – Irving Berlin's White Christmas - Danny Troob, John Clancy – Shrek, a musical                                                                                                |
| Legjobb színházi esemény | |
| - Liza's at The Palace.... - Slava's Snowshow - Soul of Shaolin - Will Ferrell: Szívesen, Amerika - Egy utolsó este George W. Bush-sal | |

### Különdíjak
- A legjobb körzeti színház: Signature Theatre, Arlington, Virginia
- Színházi életműdíj: Jerry Herman
- Isabelle Stevenson-díj: Phyllis Newman
- Tiszteletbeli Tony-díj kiválló színházi teljesítményért: Shirley Herz

## In Memoriam
A gála "in memoriam" szegmense az alábbi, 2008-ban/2009-ben elhunyt személyekről emlékezett meg:
- Natasha Richardson
- Gerald Schoenfeld
- Harold Pinter
- Luther Davis
- Estelle Getty
- Dale Wasserman
- A. Larry Haines
- Edie Adams
- Bruce Adler
- Horton Foote
- James Whitmore
- Sydney Chaplin
- Clive Barnes
- Marilyn Cooper
- Tom O'Horgan
- Bea Arthur
- Ron Silver
- Robert Prosky
- Roy Somlyo
- Robert Anderson
- Lee Solters
- Pat Hingle
- Irving Cheskin
- Anna Manahan
- Sam Cohn
- George Furth
- Eartha Kitt
- Hugh Leonard
- Rodger McFarlane
- William Gibson
- Tharon Musser
- Paul Sills
- Lawrence Miller
- Paul Newman

## Előadott számok
- Billy Elliot (Elton John)
- Guys and Dolls ("Sit Down, You're Rockin' the Boat" — Tituss Burgess)
- Hair ("Let the Sunshine In")
- Next to Normal ("You Don't Know/I Am The One" — Alice Ripley, J. Robert Spencer, Aaron Tveit)
- Pal Joey ("Bewitched, Bothered, and Bewildered" — Stockard Channing)
- Rock of Ages ("Don't Stop Believin'" — Constantine Maroulis)
- Shrek, a musical ("What's Up, Duloc")
- West Side Story ("Dance At The Gym")
- 9-től 5-ig (Dolly Parton)
- Jersey Boys (Joseph Leo Bwarie, Rick Faugno, Courter Simmons, Dominic Scaglione Jr., Jarrod Spector)
- Doktor Szöszi (Becky Gulsvig)
- Mamma Mia! ("Dancing Queen" — Michelle Dawson, Kittra Wynn Coomer, Rachel Tyler)
- A gála folyamán a rockikon Bret Michaels és együttese, a Poison a Rock of Ages című musicalban felhasznált dalukat, a "Nothin' but a Good Time"-ot adták elő Liza Minnellivel és a musical stábjával együtt. Miközben a színpadról lépett ki, Michaelst fejbe vágta egy díszletelem és a padlóra zuhant, amitől eltört az orra és szája is felszakadt.[5]  Michaels később beperelte gálát gyártó céget, mert szerinte az ott történt balesete okozója volt a 2010-ben bekövetkezett agyvérzésének. Az ügyet 2012. májusában zárták le, Michaels pedig ismeretlen összegű kártérítést kapott.[6][7]

## Műsorvezetők
A gálán az alábbi műsorvezetők működtek közre:
- Lucie Arnaz
- Kate Burton
- Kristin Chenoweth
- Jeff Daniels
- Hope Davis
- Edie Falco
- Will Ferrell
- Carrie Fisher
- Jane Fonda
- Hallie Foote
- James Gandolfini
- Lauren Graham
- Colin Hanks
- Marcia Gay Harden
- Anne Hathaway
- Jessica Lange
- Frank Langella
- Angela Lansbury
- Audra McDonald
- David Hyde Pierce
- Piper Perabo
- Oliver Platt
- Susan Sarandon
- John Stamos
- Chandra Wilson

## Fordítás
- Ez a szócikk részben vagy egészben  a(z)   63rd Tony Awards című angol Wikipédia-szócikk fordításán alapul.  Az eredeti cikk szerkesztőit annak laptörténete sorolja fel. Ez a jelzés csupán a megfogalmazás eredetét és a szerzői jogokat jelzi, nem szolgál a cikkben szereplő információk forrásmegjelöléseként.